# Nestor Jonet
Nestor Jonet, né le 16 décembre 1849 à Courcelles et mort en mai 1913, est un peintre belge.

## Biographie

### Famille
Nestor Jonet, né le 16 décembre 1849 à Courcelles, est le fils de François Joseph Jonet (1816-1896), charbonnier, et de Marie Françoise Dubois (1816-1899). Il épouse à Courcelles le 22 février 1902 Clémence Adrienne Berthe Prevost (née à Gosselies le 23 janvier 1876).

### Formation
Nestor Jonet commence à travailler comme ouvrier briquetier, puis comme peintre en bâtiment. Esprit inventif, il construit, à l'âge de 20 ans, une locomotive à vapeur miniature. Féru d'art, en 1875 il suit des cours de peinture à Namur et auprès de Théodore Baron qui l'influence durablement. De retour dans son village, il fonde les établissements Jonet réalisant des peintures et des décors à Courcelles. Après son mariage, en 1902, il se consacre exclusivement à la peinture et commence à exposer au Cercle artistique de Tournai en 1903.

### Carrière
En 1908, Nestor Jonet s'établit à Bruxelles, et possède son atelier rue des Rogations à Woluwe-Saint-Lambert. En 1912, il devient membre du cercle d'art L'Essaim à Mons. Il tente de participer aux expositions nationales belges, mais son souhait ne sera exaucé qu'à titre posthume au Salon de Bruxelles de 1914, où est présenté son tableau intitulé Soir en bruyère,.
En mai 1913, Nestor Jonet meurt à l'âge de 63 ans. Il est inhumé le 11 mai 1913 à Courcelles.

## Œuvre

### Caractéristiques
Nestor Jonet représente essentiellement des paysages peints en Ardenne et surtout en Campine, où il interprète les landes couvertes de bruyères mauves, les marais, les mares mélancoliques, les cieux gris de l'automne ou encore les visions de forêts aux tons cuivrés avec des roches verdies par la mousse. La mise en page de ses interprétations est bonne et offre de sérieuses qualités, même si certaines de ses toiles manquent de fluidité, rachetées par son dessin correct. Ses arbres sont généralement bien construits. Sa mise en page est toujours heureuse, en dépit de la technique molle et ouatée, les substances identiques laissent les choses sans accent. Cependant, il parvient à communiquer constamment une impression de nature et l'artiste est sans cesse guidé par la sincérité. 

### Expositions
- Exposition à l'école industrielle de Courcelles les 24 et 25 septembre 1901 : une cinquantaine de toiles[8].
- Cercle artistique de Tournai de 1903, 1904, 1905, 1906, 1907, 1908 (Soleil couchant à Genk), 1909, 1910 (Soir en Campine), 1911 et 1912 (Coin de lande)[9].
- Exposition à Binche de 1904 : médaille de vermeil.
- Exposition des beaux-arts à Namur de 1904 : Paysage au bord de la Semois.
- Exposition des beaux-arts à Namur de 1907 : En forêt.
- Exposition salle de la Bourse en 1908.
- Salon de Bruxelles de 1910 : Paysage en Campine[10].
- Exposition au Cercle des beaux-arts de Liège en 1910.
- Salon (33e) du cercle artistique de Bruges en décembre 1910.
- Exposition au Cercle des beaux-arts de Liège en 1911.
- Exposition du cercle d'art L'Essaim à Mons en 1912 : Sapins[11].
- Exposition Jonet au Cercle artistique de Bruxelles du 23 octobre et 2 novembre 1913 (posthume) : Soleil couchant à Genck, Heure crépusculaire, Jour d'orage, Les Marais, Sapins à Genck, Soir à Halen, Hêtre dans la neige, Matin d'avril, …[7].
- Salon de Bruxelles de 1914 (posthume) : Soir en bruyère[5].

### Collections
- Maison communale de Courcelles : Sous-bois, offert par la veuve de l'artiste[2].

### Toponymie
- Une rue Arthur Jonet rend hommage au peintre à Courcelles à partir du 30 décembre 1913[12].

#### Ouvrages
- Kristof Reulens, Genk door schildersogen : Landschappscilders in de Limburgse Kempen (1840-1940), 2014, 45 p. (lire en ligne).
- Jean-Marc Playoust, Un siècle d'histoire des cercles et des groupes artistiques dans le Hainaut belge (1884-1984), IRHiS, 2020, 1248 p. (lire en ligne).

#### Articles
- C., « Mort du peintre Jonet », Gazette de Charleroi, no 135,‎ 15 mai 1913, p. 4 (lire en ligne, consulté le 11 juillet 2025).
- Rédaction, « Exposition Jonet », Gazette de Charleroi, no 303,‎ 30 octobre 1913, p. 2 (lire en ligne, consulté le 11 juillet 2025).